# Ястшембец
Ястшембец (пол. Jastrzębiec; укр. Ястрембець) — присілок села Воля Уханьська у Польщі, в Люблінському воєводстві Грубешівського повіту, ґміни Ухані.